# مايكروسوفت مصر
مايكروسوفت مصر هو اسم فرع شركة مايكروسوفت في مصر. تم تأسيس هذا الفرع لتسويق منتجات مايركوسوفت في السوق المصرية التي تعد كبيرة نسبيًا بالنسبة لدول منطقة الشرق الأوسط. تعمل شركة مايكروسوفت على إنشاء مركز إبداع مايكروسوفت القاهرة في القرية الذكية، يأمل هذا المشروع إلى الاستفادة من مطوري البرمجيات في مصر.

## وصلات خارجية
- الموقع الرسمي